# Gregg Thompson
Gregg Thompson (San Jose, 29 maggio 1961) è un ex calciatore statunitense.

## Biografia
Suo figlio Tommy è anch'egli un calciatore.

## Carriera

### Club
Formatosi nella rappresentativa calcistica dell'Indiana University, nella stagione 1983 viene ingaggiato dai Tampa Bay Rowdies, con cui giunge al terzo posto della Southern Division. Nella stessa stagione ottiene il titolo individuale di miglior esordiente stagionale.
La stagione seguente, che sarà l'ultima della NASL, ottiene il quarto ed ultimo posto della Eastern Division.
Dopo il collasso della NASL milita sino al 1988 nei Minnesota Strikers, militante nel campionato indoor MISL.

### Nazionale
Thompson indossò la maglia degli USA tra il 1984 ed il 1985. Nel 1984 partecipa al torneo calcistico dei Giochi della XXIII Olimpiade, ove non supera la fase a gironi.

## Statistiche

### Cronologia presenze e reti in Nazionale
| Cronologia completa delle presenze e delle reti in nazionale ― Stati Uniti | Cronologia completa delle presenze e delle reti in nazionale ― Stati Uniti | Cronologia completa delle presenze e delle reti in nazionale ― Stati Uniti | Cronologia completa delle presenze e delle reti in nazionale ― Stati Uniti | Cronologia completa delle presenze e delle reti in nazionale ― Stati Uniti | Cronologia completa delle presenze e delle reti in nazionale ― Stati Uniti | Cronologia completa delle presenze e delle reti in nazionale ― Stati Uniti | Cronologia completa delle presenze e delle reti in nazionale ― Stati Uniti |
| Data                                                                       | Città                                                                      | In casa                                                                    | Risultato                                                                  | Ospiti                                                                     | Competizione                                                               | Reti                                                                       | Note                                                                       |
| -------------------------------------------------------------------------- | -------------------------------------------------------------------------- | -------------------------------------------------------------------------- | -------------------------------------------------------------------------- | -------------------------------------------------------------------------- | -------------------------------------------------------------------------- | -------------------------------------------------------------------------- | -------------------------------------------------------------------------- |
| 30-5-1984                                                                  | New York                                                                   | Stati Uniti                                                                | 0 – 0                                                                      | Italia                                                                     | Amichevole                                                                 | -                                                                          |                                                                            |
| 29-9-1984                                                                  | Willemstad                                                                 | Antille Olandesi                                                           | 4 – 0                                                                      | Stati Uniti                                                                | Qual. Mondiali 1986                                                        | -                                                                          |                                                                            |
| 9-10-1984                                                                  | Los Angeles                                                                | Stati Uniti                                                                | 3 – 1                                                                      | El Salvador                                                                | Amichevole                                                                 | -                                                                          |                                                                            |
| 11-10-1984                                                                 | Los Angeles                                                                | Stati Uniti                                                                | 1 – 0                                                                      | Colombia                                                                   | Amichevole                                                                 | -                                                                          |                                                                            |
| 14-10-1984                                                                 | Città del Guatemala                                                        | Guatemala                                                                  | 4 – 0                                                                      | Stati Uniti                                                                | Amichevole                                                                 | -                                                                          |                                                                            |
| 17-10-1984                                                                 | Città del Messico                                                          | Messico                                                                    | 2 – 1                                                                      | Stati Uniti                                                                | Amichevole                                                                 | -                                                                          |                                                                            |
| 8-2-1985                                                                   | Tampa                                                                      | Stati Uniti                                                                | 1 – 1                                                                      | Svizzera                                                                   | Amichevole                                                                 | -                                                                          |                                                                            |
| 2-4-1985                                                                   | Vancouver                                                                  | Canada                                                                     | 2 – 0                                                                      | Stati Uniti                                                                | Amichevole                                                                 | -                                                                          |                                                                            |
| 4-4-1985                                                                   | Portland                                                                   | Stati Uniti                                                                | 1 – 1                                                                      | Canada                                                                     | Amichevole                                                                 | -                                                                          |                                                                            |
| 19-5-1985                                                                  | Torrance                                                                   | Stati Uniti                                                                | 1 – 0                                                                      | Trinidad e Tobago                                                          | Qual. Mondiali 1986                                                        | -                                                                          |                                                                            |
| 26-5-1985                                                                  | Alajuela                                                                   | Costa Rica                                                                 | 1 – 1                                                                      | Stati Uniti                                                                | Qual. Mondiali 1986                                                        | -                                                                          |                                                                            |
| 31-5-1985                                                                  | Torrance                                                                   | Stati Uniti                                                                | 0 – 1                                                                      | Costa Rica                                                                 | Qual. Mondiali 1986                                                        | -                                                                          |                                                                            |
| Totale                                                                     |                                                                            | Presenze                                                                   | 12                                                                         |                                                                            | Reti                                                                       | 0                                                                          |                                                                            |

### Cronologia presenze e reti in Nazionale Olimpica
| Cronologia completa delle presenze e delle reti in nazionale ― Stati Uniti Olimpica | Cronologia completa delle presenze e delle reti in nazionale ― Stati Uniti Olimpica | Cronologia completa delle presenze e delle reti in nazionale ― Stati Uniti Olimpica | Cronologia completa delle presenze e delle reti in nazionale ― Stati Uniti Olimpica | Cronologia completa delle presenze e delle reti in nazionale ― Stati Uniti Olimpica | Cronologia completa delle presenze e delle reti in nazionale ― Stati Uniti Olimpica | Cronologia completa delle presenze e delle reti in nazionale ― Stati Uniti Olimpica | Cronologia completa delle presenze e delle reti in nazionale ― Stati Uniti Olimpica |
| Data                                                                                | Città                                                                               | In casa                                                                             | Risultato                                                                           | Ospiti                                                                              | Competizione                                                                        | Reti                                                                                | Note                                                                                |
| ----------------------------------------------------------------------------------- | ----------------------------------------------------------------------------------- | ----------------------------------------------------------------------------------- | ----------------------------------------------------------------------------------- | ----------------------------------------------------------------------------------- | ----------------------------------------------------------------------------------- | ----------------------------------------------------------------------------------- | ----------------------------------------------------------------------------------- |
| 29-7-1984                                                                           | Palo Alto                                                                           | Stati Uniti                                                                         | 3 – 0                                                                               | Costa Rica                                                                          | Olimpiadi 1984 - Fase a gruppi                                                      | -                                                                                   |                                                                                     |
| 31-7-1984                                                                           | Pasadena\|Pasadena (California)\|Pasadena                                           | Stati Uniti                                                                         | 0 – 1                                                                               | Italia                                                                              | Olimpiadi 1984 - Fase a gruppi                                                      | -                                                                                   |                                                                                     |
| 2-8-1984                                                                            | Palo Alto                                                                           | Stati Uniti                                                                         | 1 – 1                                                                               | Egitto                                                                              | Olimpiadi 1984 - Fase a gruppi                                                      | 1                                                                                   |                                                                                     |
| Totale                                                                              |                                                                                     | Presenze                                                                            | 3                                                                                   |                                                                                     | Reti                                                                                | 1                                                                                   |                                                                                     |